# 中厄尔士山县
中厄尔士山县（Mittlere Erzgebirgskreis）是德国萨克森州西南部曾经的一个县，隶属于开姆尼茨行政区，首府马林贝格。2008年8月1日，该县与安娜贝格县、奥厄-施瓦岑贝格县和施托尔贝格县合并为厄尔士山县。

## 地理
中厄尔士山县北面与弗赖贝格县，东南面与捷克的卡罗维发利州，西南面和西面与安娜贝格县，西面与施托尔贝格县，西北面与开姆尼茨市相邻。